# Марьевка (Кемеровская область)
Марьевка — деревня в Яйском районе Кемеровской области России. Административный центр Марьевского сельского поселения.

## География
Деревня находится в северной части области, к западу от реки Яя, на расстоянии примерно 7 километров (по прямой) к северо-северо-западу (NNW) от районного центра посёлка городского типа Яя. Абсолютная высота — 146 метров над уровнем моря.
Часовой пояс
Деревня Марьевка, как и вся Кемеровская область, находится в часовой зоне МСК+4. Смещение применяемого времени относительно UTC составляет +7:00.

## История
Деревня была основана в 1825 году. В 1911 году в деревне Марьевка, относившейся к Судженской волости Томского уезда, имелось 102 двора и проживало 672 человека (341 мужчина и 331 женщина). Функционировало сельское училище Министерства народного просвещения.
По данным 1926 года имелось 145 хозяйств и проживало 776 человек (в основном — мордовцы). Функционировали школа I ступени и лавка общества потребителей. В административном отношении село являлось центром и единственным населённым пунктом Марьевского сельсовета Судженского района Томского округа Сибирского края.

## Население
| 2010 |
| ---- |
| 533  |

Половой состав
По данным Всероссийской переписи населения 2010 года в гендерной структуре населения мужчины составляли 49 %, женщины — соответственно 51 %.
Национальный состав
Согласно результатам переписи 2002 года, в национальной структуре населения русские составляли 97 % из 584 чел.

## Улицы
Уличная сеть деревни состоит из четырёх улиц.